# Mexitlia grandis
Mexitlia grandis is een spinnensoort in de taxonomische indeling van de kaardertjes (Dictynidae).
Het dier behoort tot het geslacht Mexitlia. De wetenschappelijke naam van de soort werd voor het eerst geldig gepubliceerd in 1896 door Octavius Pickard-Cambridge.